# 인천대로
인천대로(仁川大路, Incheon-daero, 인천광역시도 25호선)는 인천광역시 미추홀구 용현동 인천 나들목과 서구 가정동 서인천 나들목을 잇는 인천광역시의 도로로, 본래 경인고속도로에 속한 구간이었다.
2015년 12월 16일 국토교통부와 인천광역시가 경인고속도로의 인천 나들목 ~ 서인천 나들목 10.45km 구간을 2017년에 이관하는 협약을 체결하면서 경인고속도로 일반화 사업(인천대로J프로젝트)가 본격적으로 추진되었으며, 2017년 12월 1일 국토교통부고시를 통해 인천 나들목 ~ 서인천 나들목 10.45km 구간이 공식적으로 고속도로에서 해제되고 인천광역시로 도로관리권이 이관되었다. 또한 이와 동시에 일반화된 구간은 인천광역시도 제65호선 인천대로로 지정되었으며, 일반화를 위한 진출입로 개설 공사가 진행되어 2018년 4월 30일에 가장 먼저 주안산단진출입로가 개통되었고, 5월 30일에는 인하대, 방축, 석남진출입로가 개통되었다. 하지만 일반도로화로 오히려 교통환경이 악화되면서 2018년 9월 16일에 경인고속도로 일반화 구조개선사업이 중단되었다. 2018년 11월 2일에는 일반화된 구간에 인천대로라는 도로명이 공식 부여되었다. 2018년 11월 16일 경인고속도로 일반화 구조개선사업이 준공되었고 2019년 6월 28일 경인고속도로 일반화 도로개량공사 기본 및 실시설계가 착수되었다. 2020년 3월 13일 사업계획이 변경되었다.

## 연혁
- 2017년 11월 30일: 경인고속도로 인천 나들목 ~ 서인천 나들목 구간 일반화 구조 개선 공사 착공[3]
- 2017년 12월 1일: 경인고속도로 인천 나들목 ~ 서인천 나들목 구간 고속국도 지정해제 및 인천광역시로 도로관리권 이관[4][5], 경인고속도로 기점을 '인천광역시 남구 용현동'에서 '인천광역시 서구 가정동'으로 10.45km 구간 단축,[6] 경인고속도로 일반화 구간 10.45km 구간을 인천광역시도 제65호선 인천대로로 지정[7]
- 2018년 4월 30일: 경인고속도로 일반화 구간 주안산단진출입로 개통[8]
- 2018년 5월 30일: 경인고속도로 일반화 구간 인하대진입로, 방축진출입로, 석남진출입로 개통[9]
- 2018년 7월 13일: 경인고속도로 노선 단축으로 인해 도로명주소에 기점을 인천광역시 미추홀구 용현동에서 인천광역시 서구 가정동으로 변경하고 총 연장을 13.44km 구간으로 변경 고시[10]
- 2018년 7월 17일: 방축진출입로(인천광역시 동구 송림동) 140m 구간 개통[11]
- 2018년 9월 16일: 경인고속도로 일반화 구조개선공사 중단
- 2018년 11월 2일: 경인고속도로 일반화 구간 10.45km 구간을 인천대로로 도로명부여[12]
- 2018년 11월16일: 경인고속도로 일반화 구조개선공사 준공
- 2019년 6월 28일: 경인고속도로 일반화 도로개량공사 기본 및 실시설계 착수[13]
- 2020년 3월 13일: 사업계획 변경[14]
- 2023년 5월 1일: 인천광역시도 개편으로 인천광역시도 제25호선으로 지정[15]

## 주요 경유지
인천광역시
- 미추홀구 (용현동 · 주안동 · 도화동 · 주안동) - 동구 송림동 - 서구 (가좌동 · 석남동 · 가정동)

## 노선
| 이름                                  | 접속 노선                                                                                             | 소재지     | 소재지                                      | 비고                                        |
| ------------------------------------- | --- | ---------- | ------------------------------------------- | ------------------------------------------- |
| 인천 나들목 (인하대병원사거리)        | 국도 제77호선 국가지원지방도 제84호선 국가지원지방도 제98호선 (아암대로) 용오로 인항로 아암대로45번길 | 인천광역시 | 미추홀구                                    | 구 경인고속도로 시점                        |
| 용현교 용산육교 수인철도육교 송도육교 | | 인천광역시 | 미추홀구                                    |                                             |
| 인하대진출입로                        | 경인남길                                                                                              | 인천광역시 | 미추홀구                                    | 서인천 방향 진입만 가능                     |
| 용현육교 용현지하차도                 | | 인천광역시 | 미추홀구                                    |                                             |
| 도화 나들목 (도화육교)                | 국도 제42호선 국도 제46호선 (경인로)                                                                  | 인천광역시 | 미추홀구                                    | 서인천 방향 진출 불가 인천항 방향 진입 불가 |
| 도화대교 경인철도육교 도화소교        | | 인천광역시 | 미추홀구                                    |                                             |
| 주안산단진출입로                      | 염전로 석정로343번길 석정로347번길                                                                    | 인천광역시 | 미추홀구                                    | 서인천 방향 진입 불가 인천항 방향 진출 불가 |
| 인천교                                | | 인천광역시 | 미추홀구                                    |                                             |
| 동구                                  | | 인천광역시 |                                             |                                             |
| 서구                                  | | 인천광역시 |                                             |                                             |
| 방축진출입로                          | 가재울로6번길 장고개로168번길                                                                         | 인천광역시 | 서인천 방향 진출 불가 인천항 방향 진입 불가 |                                             |
| 본선교                                | | 인천광역시 |                                             |                                             |
| 가좌 나들목                           | 백범로 장고개로                                                                                       | 인천광역시 | 서인천 방향 진출 불가 인천항 방향 진입 불가 |                                             |
| 석남진출입로                          | 국도 제6호선 국도 제77호선 국가지원지방도 제98호선 (가남로) 가석로                                    | 인천광역시 |                                             |                                             |
| 서인천 나들목                         | 서곶로                                                                                                | 인천광역시 |                                             |                                             |
| 경인고속도로 직결                     | |            |                                             |                                             |